# Блайт Даннер
Блайт Кетрін Даннер, у шлюбі Даннер Пелтроу (англ. Blythe Katherine Danner Paltrow; нар.. 3 лютого 1943, Філадельфія, Пенсільванія, США) — американська акторка та екоактивістка. Лауреатка премії «Тоні» і двох прайм-тайм премій «Еммі».

## Біографія
Народилася в Філадельфії в родині банківського службовця. Освіту отримала в середній школі в Ньютаун в Пенсільванії, потім навчалася в художньому коледжі Бард, який закінчила в 1965 році. Незабаром дебютувала в театрі, а в 1968 році отримала першу театральну премію. У 1970 році дебютувала на телебаченні, і в тому ж році удостоєна театральної премії «Тоні» за роль у бродвейській п'єсі «Ці вільні метелики».
У 1969 році одружилася з режисером і продюсером Брюсом Пелтроу. У цьому шлюбі, що тривав до смерті чоловіка в 2002, народила дочку Гвінет Пелтроу, що стала популярною акторкою, і сина Джейка Пелтроу, що зайнявся режисурою.
У 1970 — 1980-ті роки була відома ролями на телебаченні, де з'явилася в серіалах «Коломбо», «МЕШ», «Ребро Адама» і багатьох інших. Серед її кіноробіт найбільш помітними стали ролі у фільмах «1776» (1972), «Люблячи Моллі» (1974), «Світ майбутнього» (1976), «Повелитель припливів» (1991), «Вонг Фу, із вдячністю за все! Джулі Ньюмар» (1995) і «Секретні матеріали: Боротьба за майбутнє» (1998).
В даний час Блайт Даннер відома, перш за все, роллю Діни Бернс у фільмах «Знайомство з батьками» (2000) і «Знайомство з Факерами» (2004). У грудні 2010 року вийшов триквел «Знайомство з Факерами 2», де Блайт Даннер також зіграла свою героїню.
З 2001 по 2006 року регулярно з'являлася в популярному американському серіалі «Вілл і Грейс» в ролі Мерилін, матері Вілла Трумана. З 2004 по 2006 рік виконувала роль Ізабелль Гаффстодт в телесеріалі «Доктор Гафф», за яку удостоїлася двох премій «Еммі».
Крім акторської кар'єри, Блайт Даннер протягом багатьох років бере участь в діяльності декількох організацій з захисту довкілля. Після смерті чоловіка від раку вона вступила до Фонду по боротьбі з раковими захворюваннями.

## Фільмографія
| Рік         |    | Українська назва                           | Оригінальна назва                               | Роль                 |
| ----------- | -- | ------------------------------------------ | ----------------------------------------------- | -------------------- |
| 1974        | ф  | Люблячи Моллі                              | Lovin 'Molly                                    | Моллі Тейлор         |
| 1972        | с  | Коломбо / Етюд у чорних тонах              | Columbo / Etude in Black                        | Джаніс Бенедикт      |
| 1976        | с  | Польовий шпиталь                           | M * A * S * H / The More I See You              | Карлі Брестон Уолтон |
| 1976        | ф  | Світ майбутнього                           | Futureworld                                     | Трейсі Баллорд       |
| 1988        | ф  | Інша жінка                                 | Another Woman                                   | Лідія                |
| 1990        | ф  | Містер і місіс Брідж                       | Mr. & Mrs. Bridge                               | Грейс Баррон         |
| 1990        | ф  | Еліс                                       | Alice                                           | Дороті               |
| 1991        | ф  | Ніколи не забути                           | Never Forget                                    | Джейн Мермельштейн   |
| 1991        | ф  | Повелитель припливів                       | The Prince Of Tides                             | Саллі Уінг           |
| 1992        | с  | Байки зі склепу                            | Tales from the Crypt / Maniac at Large          | Маргарет             |
| 1992        | ф  | Чоловіки і дружини                         | Husbands and Wives                              | мати Райана          |
| 1994        | тф | минає, життя                               | Leave of Absence                                | Еліза                |
| 1995        | ф  | Вонг Фу, із вдячністю за все! Джулі Ньюмар | To Wong Foo Thanks for Everything, Julie Newmar | Беатріс              |
| 1997        | ф  | Божевільне місто                           | Mad City                                        | місіс Бенкс          |
| 1998        | ф  | Цілком таємно                              | The X-Files                                     | Джана Кессіді        |
| 1998        | ф  | Пропозиція                                 | The Proposition                                 | Сиріл                |
| 1998        | ф  | Не оглядаючись назад                       | No looking back                                 | Мати Клодії          |
| 1999        | ф  | Сили природи                               | Forces of Nature                                | Вірджинія            |
| 2000        | ф  | Знайомство з батьками                      | Meet the Parents                                | Діна Бернс           |
| 2003        | ф  | Сільвія                                    | Sylvia                                          | Аурелія Плат         |
| 2004        | ф  | Знайомство з Факерами                      | Meet the Fockers                                | Діна Бернс           |
| 2001 — 2006 | с  | Вілл і Грейс                               | Will & Grace                                    | Мерелін Трумен       |
| 2008        | с  | Красунчик / Милашка                        | Pretty / Handsome                               | Банні Фітцпейн       |
| 2008        | ф  | Джинси, як символ дружби 2                 | The Sisterhood of the Traveling Pants 2         | Грета                |
| 2010        | ф  | Знайомство з Факерами 2                    | Little Fockers                                  | Діна Бернс           |
| 2010        | ф  | В очікуванні вічності                      | Waiting for Forever                             | Міранда Твіст        |
| 2011        | ф  | Прибулець Павло                            | Paul                                            | Тара Уолтон          |
| 2011        | ф  | Скільки у тебе?                            | What's your number?                             | Ава Дарлінг          |
| 2011        | ф  | Учитель на заміну                          | Detachment                                      | міс Перкінс          |
| 2012        | ф  | Щасливчик                                  | The Lucky One                                   | Еллі                 |
| 2012        | ф  | Привіт, мені вже час                       | Hello I Must Be Going                           | Рут                  |
| 2015        | ф  | Я побачу тебе в своїх снах                 | I'll See You in My Dreams                       | Керол Петерсен       |
| 2013        | ф  | Застарілий                                 | Tumbledown                                      | Еллен                |
| 2018        | с  | Патрік Мелроуз                             | Patrick Melrose                                 | Ненсі                |
| 2018        | ф  | Що у них було                              | What They Had                                   | Рут Еверхард         |
| 2021        | с  | Американські боги                          | American Gods                                   | Деметра              |